# 恋する電リクBINGO BONGO
『恋する電リクBINGO BONGO 』（こい - でん - ビンゴボンゴ）は、1994年10月3日から1995年9月29日まで、TBSラジオで平日夜に放送したラジオ番組。

## 概要
「岸谷五朗の東京RADIO CLUB」の後を受けて開始した番組で、TBSアナウンサー（当時）の浦口直樹、小林豊がパーソナリティを務めた。浦口と小林は当番組で「AKASAKAウッカリボーイズ（あかさか - ）」を名乗った。
番組開始当初は月～金曜日の生放送だったが、1995年4月からは土曜夜から移動してきた『スクランブルSMAP』を放送。金曜日は土曜夕方から枠移動して来た『コサキンDEワァオ!』が『恋する電リクBINGO BONGO フライデースペシャル コサキンDEワァオ!』にリニューアルして放送した。こちらの番組詳細については『コサキンDEワァオ!』の項を参照。
番組タイトルが「電リク」である様にリスナーからの電話、FAXで送られた曲を掛けるリクエスト番組主体の内容で、テーマを毎日 設けて、リスナーからメッセージを募っていた。サウンドステッカーはラテンロックバンド「BINGO BONGO」が作成。オープニングテーマには『ユウスケの「サマー・ビーチジゴロ」』（後にTBSテレビ『はなまるマーケット』でも使用）が使われた。ボーカルを当時 務めていた、ユースケ・サンタマリアが番組に出演した。
番組は1年で打ち切りとなった。『コサキン』は新設した『UP'S〜Ultra Performer'S radio〜』に移動。4年振りに平日深夜枠に戻る事になった（深夜帯での全国ネット放送としては1年振り）。

## 放送時間
- 1994年10月〜1995年3月　月 - 金曜　21:00 - 22:55
- 1995年4月〜1995年9月　月曜　21:30 - 22:55、火 - 木曜　21:00 - 22:55[2]

## 主なコーナー
ラジオなんじゃもんじゃ
小林が『ビッグモーニング』『JNNニュースの森』（以上、TBSテレビ）で担当したロケコーナー「噂のなんじゃもんじゃ」のラジオ版。
ノモーズ
番組中期から末期に掛けての企画で特殊な能力や特技、巨乳などの身体的特徴を持つリスナーが電話出演して、番組で認められると「ノモーズ」に入会できるというもの。ノモーズの集会（会員限定）を一度だけ開催した。ノモーズの由来は日本人メジャーリーガーの先駆けとして、ロサンゼルス・ドジャースに移籍したばかりの野茂英雄から取ったものであるが、野茂は当番組とは無関係である。
カルトな曲
毎週月曜 22時の時報直後にTBS音楽センターにあるバカバカしい曲やマニアックな曲を放送した。
倍々バナナクイズ
リスナー参加のクイズ コーナー。かつてのTBSラジオの番組『進め!おもしろバホバホ隊』の1コーナー「クラス丸ごと雪だるまクイズ」のリバイバル版。
最初の5問は正解すると1,000円を獲得。その後に挑戦する「バナナクイズ」は正解すると賞金が倍増して、クイズに続けて挑戦できる。クイズを止めて賞金を確定することもできるが、最初の「バナナクイズ」を辞退することはできない。不正解の場合は賞金が半分になり、挑戦終了となる。
番組後期は大塚製薬が提供スポンサーに付いた為、コーナータイトルが「倍々バナナクイズ～ゲットエナジー」に替わり、大塚製薬が発売した「ゲットエナジー」を参加賞としてプレゼントした。このコーナーは金曜のコサキンでも通しのコーナーとして放送したが、ナイター中継が延長されると休止していた。
当番組は夜ワイド番組としては珍しく、コーナー番組を内包しなかった。